# Oratio obliqua

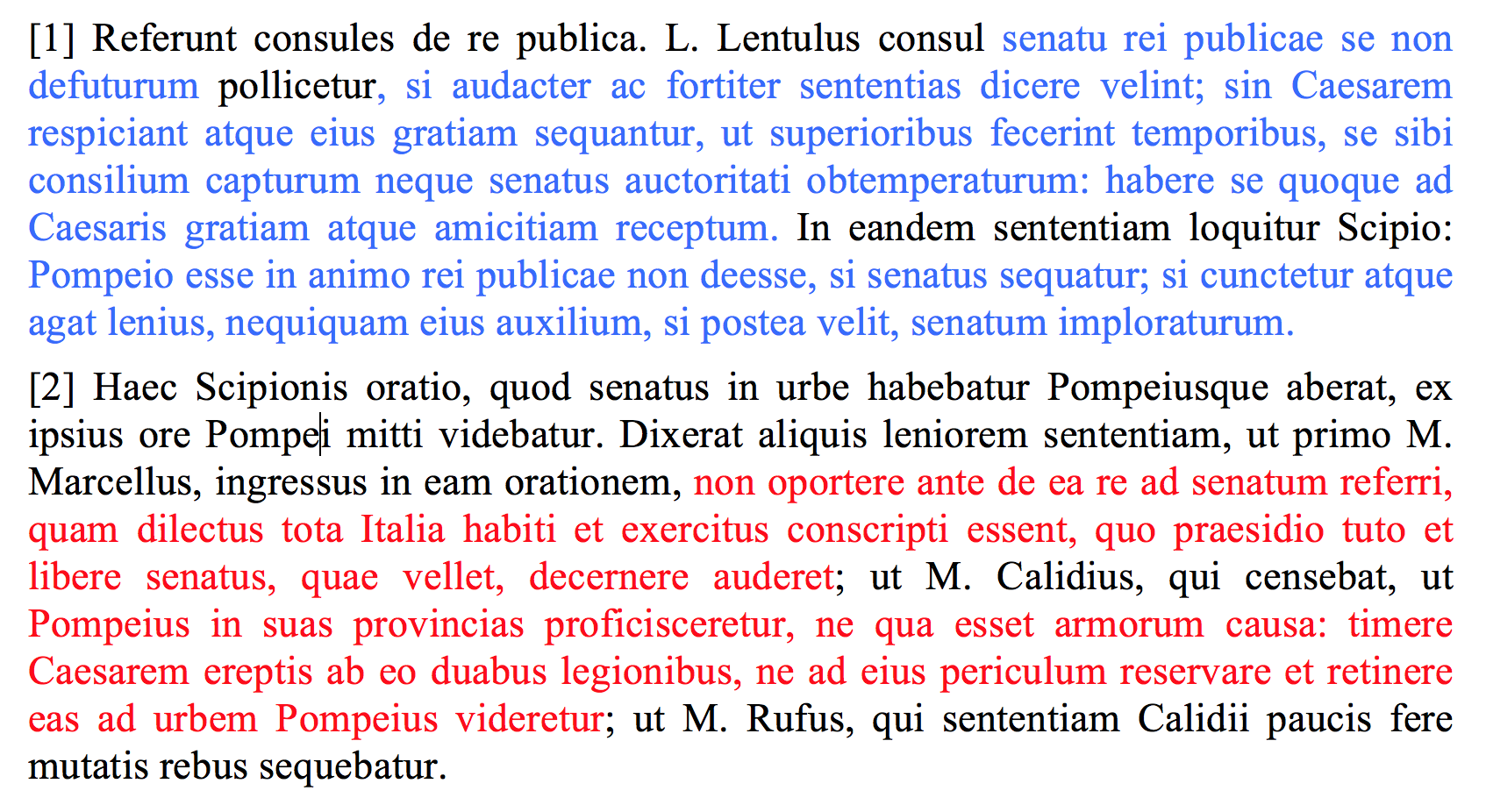
Oratio obliqua evidenziata in rosso e azzurro in due passi tratti dal De bello civili di Cesare

L'oratio obliqua è un costrutto della lingua latina.
Può essere in parte accostato, come significato, al discorso indiretto italiano.
La difficoltà di comprensione nasce però dal fatto che l'oratio obliqua (opposta all'oratio recta) non dipende solo da verbi del dire o chiedere, spesso infatti si può riferire ad un pensiero reso in forma indiretta.

## Costruzione dell'oratio obliqua
Si trova in dipendenza dei verba dicendi o verba sentiendi.
Le principali enunciative si rendono con accusativo + infinito, mentre le volitive semplicemente con il congiuntivo.
Per i tempi delle prime l'infinito si regolerà in base al tempo della principale (presente per contemporaneità, perfetto per anteriorità, futuro per posteriorità), mentre per le seconde il congiuntivo adotterà le solite regole della consecutio temporum.